# Abermule with Llandyssil
Abermule with Llandyssil är en community i Storbritannien. Den ligger i kommunen Powys och riksdelen Wales, i den södra delen av landet, 240 km nordväst om huvudstaden London.
Förutom byn Llandyssil finns i communityn även byn Abermule. 